# Saduria megalura
Saduria megalura är en kräftdjursart som först beskrevs av Sars 1879.  Saduria megalura ingår i släktet Saduria och familjen Chaetiliidae. Inga underarter finns listade i Catalogue of Life.